# 지훈 (1988년)
지훈(1988년 7월 30일 ~ )은 대한민국의 가수다. 2006년 1집 앨범 [어찌하라고]로 데뷔했다.

## 방송
- 슈퍼스타K 7 - Top26

## 음반
- 2001 대한민국 Hip Hop Flex (2001)
- 교정에서 / 어찌하라고 (2006)
- Stay Together (2007)